# 양재익
양재익(梁在翼, ? ~ ?)은 대한제국 말기에 일진회 회원으로 활동했던 인물이다.

## 생애
1904년 송병준과 이용구가 결성한 일진회의 평의원이 되었고, 간사와 총무원 등을 지냈다. 송병준은 러일 전쟁 때 일본군 통역관으로 일하다가 친일파의 실세가 되었는데, 양재익은 이런 송병준에게 잘 보여 일진회 간부 자리를 얻은 것으로 기록되어 있다.
대한제국의 실권을 장악한 일본이 일진회 회원들을 등용하면서 1906년 경기도 양주군 군수에 임명되었고, 이듬해에는 충청남도 관찰사로 승진했다.
1909년에는 대한노동회 부총재와 대한측량연합회 회장을 역임했다. 일진회 원임총무원 겸 간사를 거쳤고, 일진회가 한일 병합 조약 체결 성사로 목적을 달성하고 해산될 때에는 잔무정리위원을 맡았다. 특히 1909년 말에 일진회 내에서 내분이 일어나면서 〈합방청원서〉에 반대하는 홍긍섭 등이 밀려났을 때 이들을 사퇴시키기 위한 임시총회에서 임시회장을 맡은 바 있다.
일진회 기관지 《국민신보》 사장으로 재직 하기도 했으며, 1911년 일진회가 한일 병합에 세운 공을 기록하기 위해 발간된 책인 《원한국일진회역사(元韓國一進會歷史, 4책 8권)》의 편집위원이었다.
한일 병합 후에 일진회가 해산되었을 때 일본 정부에서 상금 격으로 준 해산금 700원을 수령했으며, 1934년 흑룡회가 세운 일한합방기념탑 석실에 합방 공로자로 이름이 기록되어 있다.

## 사후
- 2002년 발표된 친일파 708인 명단과 2006년 친일반민족행위진상규명위원회가 공표한 친일반민족행위 106인 명단에 들어 있다.
- 2008년 민족문제연구소가 발표한 친일인명사전 수록예정자 명단 친일단체 부문에도 포함되었다.

## 같이 보기
- 일진회
- 대한노동회
- 국민신보

## 참고자료
- 친일반민족행위진상규명위원회 (2006년 12월). 〈양재익〉 (PDF). 《2006년도 조사보고서 II - 친일반민족행위결정이유서》. 서울. 699~704쪽쪽. 발간등록번호 11-1560010-0000002-10. 2007년 10월 8일에 원본 문서 (PDF)에서 보존된 문서. 2007년 8월 17일에 확인함.